# PGC 12
PGC 12 je spiralna galaksija v ozvezdju Kita. Njen navidezni sij je 14m. Od Sonca je oddaljena približno 86,3 milijonov parsekov, oziroma 281,47 milijonov svetlobnih let.